# 초평로
초평로(Chopyeong-ro)는 충청북도 진천군 진천읍 삼덕교차로에서 증평군 증평읍 연탄교차로까지 연결하는 도로이다.

## 주요 경유지
충청북도
- 진천군 (진천읍 . 초평면) - 증평군 (증평읍)

## 노선
| 이름          | 접속 노선                 | 소재지 | 소재지                    | 비고 |
| ------------- | ------------------------- | ------ | ------------------------- | ---- |
| 삼덕 교차로   | 국도 제34호선 (문화로)    | 진천군 | 진천읍                    |      |
| 석탄삼거리    | 지방도 제513호선 (초금로) | 진천군 | 진천읍                    |      |
| 오갑교        |                           | 진천군 | 초평면                    |      |
| 오갑삼거리    | 초금로                    | 진천군 | 초평면                    |      |
| 용정 교차로   | 국도 제34호선 (문화로)    | 진천군 | 초평면                    |      |
| 용정교        |                           | 진천군 | 초평면                    |      |
| 초평삼거리    | 용정길                    | 진천군 | 초평면                    |      |
| 지전삼거리    | 초동로                    | 진천군 | 초평면                    |      |
| 동잠교        |                           | 진천군 | 초평면                    |      |
| 사산 교차로   | 국도 제34호선 (문화로)    | 진천군 | 초평면                    |      |
| 지개태고개    |                           | 진천군 | 초평면                    |      |
|               | 증평군                    | 증평읍 |                           |      |
| 연탄 교차로   | 증평군                    | 증평읍 | 지방도 제508호선 (중부로) |      |
| 삼보로와 직결 |                           |        |                           |      |

## 주요 건물및 시설
- HD현대오일뱅크 미호주유소 (초평로 1145/화산리 539)